# 马尔文·索德尔
马尔文·安东尼·索德尔（英語：Marvin Anthony Sordell，1991年2月17日—）是一名英格兰足球运动员，司职前锋，出身沃特福德，成名於博尔顿。

## 俱乐部生涯

### 沃特福德
索德尔出生在伦敦郊区哈罗，幼时曾在由8岁以下儿童组成的球队圣约瑟夫踢球，由于球队缺少门将，他最初担任门将一职，后来才转为前锋，并在第一场比赛就上演帽子戏法。之后索德尔加入位于伦敦的英格兰足球超级联赛球队富勒姆的青训学院（14岁以下），但没有获得奖学金。2007年，索德尔前往沃特福德试训，表现出色，获得沃特福德的奖学金而转投该队的青训学院。 2008年11月，他被租借到依斯米安联赛的半職业球队威尔德斯通汲收比赛经验。 2009年4月，索德尔和沃特福德签订足球生涯的第一份职业合同。 8月15日，他在英格兰足球冠军联赛沃特福德客场0比2不敌谢菲尔德联的比赛第72分钟替补出场，第一次在职业足球联赛中亮相。 8月25日，他取得代表沃特福德的第一个进球，但球队在英格兰联赛杯1比2不敌利兹联出局。 但索德尔在球队的出场机会依然不多，2010年1月31日，在转会窗口关闭的当天，他被租借到英格兰足球甲级联赛球队特兰米尔一个月，以获得一线队出场经验。 这个租借协议之后被延长一个月。 5月2日，回到沃特福德的索德尔打进在沃特福德的第一个联赛进球，帮助球队4比0击败考文垂。
2010/11赛季，索德尔在联赛第一轮沃特福德客场3比2击败诺里奇城即得到首发出场的机会。虽然球队在这个赛季买入了前锋特洛伊·德尼，而另一名前锋的表现出色，但索德尔依然能在球队占得一席之地。在赛季前九场比赛，他首发登场8次，攻进5球。 最终交出联赛出场42次，进球12个的成绩。

### 博尔顿
2012年1月31日，索德尔和英格兰足球超级联赛球队博尔顿签订一份为期三年半的合同，转会金额并未透露。 2月4日，他在博尔顿0比2不敌诺维奇的比赛中替补出场，完成英超联赛首秀。 但索德尔在2011/12赛季仅为博尔顿在联赛出场3次，没有进球，赛季结束后和球队一起降级到英格兰足球冠军联赛。

### 查尔顿(借用)
2013年8月1日，英冠查尔顿成功向另一英冠球隊博尔顿借用索德尔一個球季。

## 国际比赛生涯
索德尔曾在2010/11赛季入选过一次英格兰U20参加和法国U20的足球友谊赛，他在比赛中射入英格兰的唯一一个进球，英格兰1比2不敌对手。从2011年开始，索德尔还数次代表英格兰U21出场，他在11月5比0击败冰岛U21的比赛中打进国际比赛的首个进球。
2012年7月2日，索德尔被招入英国U23参加2012年伦敦奥运会的18人名单。 7月20日，他在英国和巴西U23的友谊赛中第一次代表英国国奥队出场。

## 外部連結
- 足球数据库：Marvin Sordell的球员统计数据
- Wealdstone F.C. 2008/09 statistics[]